# Drosophila tenebrosa
Drosophila tenebrosa är en tvåvingeart som beskrevs av Spencer 1943. Drosophila tenebrosa ingår i släktet Drosophila och familjen daggflugor.
Artens utbredningsområde är Mexiko och delstaterna Arizona och New Mexico i USA.